# 민족종교집단
민족종교집단(民族宗敎集團, Ethnoreligious group)은 종교상의 공통점에 의해 민족 의식이 형성된 집단이다. 예를 들어 유대인의 경우에 유럽인과 혼혈된 아슈케나짐, 아랍이나 이베리아계의 스파라딤, 흑인과 혼혈된 에티오피아계 유대인들이 하나의 민족이라도 여긴다.

## 예시
- 유대인
- 아시리아인
- 야지디
- 샤바크인
- 콥트
- 크로아트인
- 세르브인
- 보슈냐크인
- 아일랜드 가톨릭교도
- 얼스터 개신교도
- 콥트
- 위구르족
- 회족

## 같이 보기
- 민족 종교